# ۱۳۰۶ (میلادی)
۱۳۰۶ (میلادی) هزار و سیصد  و ششمین سال تقویم میلادی است.

## درگذشتگان
‎